# Iceland Express
Iceland Express era una compagnia aerea low-cost con sede a Reykjavík in Islanda, e collegava varie destinazioni in Europa all'aeroporto Internazionale di Keflavík.
A ottobre 2012 la compagnia islandese WOW air acquisisce il controllo di tutte le operazioni di Iceland Express.

## Storia
La compagnia fu fondata nel 2002 e iniziò le operazioni il 27 febbraio 2003 con voli giornalieri per Londra e Copenaghen con Boeing 737-300 presi in leasing da Astraeus Airlines.

## Flotta
Iceland Express operava con i seguenti aeromobili:
- Boeing 737-700
- Boeing 737-300
- McDonnell Douglas MD-80
- McDonnell Douglas MD-90